# Gonomyia subacus
Gonomyia subacus är en tvåvingeart som beskrevs av Alexander 1962. Gonomyia subacus ingår i släktet Gonomyia och familjen småharkrankar. Inga underarter finns listade i Catalogue of Life.